# Церковь Святого Ламберта (Мюнстер)
Церковь Святого Ламберта (нем. St. Lamberti) — яркий образец позднеготической архитектуры Вестфалии. Церковь находится в городе Мюнстере (федеральная земля Северный Рейн-Вестфалия) в северном окончании улицы Принципальмаркт.
Каждый вечер, кроме вторника, с 21:00 до полуночи на колокольной башне церкви трубач дует в рог каждые полчаса. Кроме Мюнстера подобная традиция сохранилась ещё в трёх городах — Бад-Вимпфене, Нёрдлингене и Кракове.

## История
На перекрёстке старейших улиц Мюнстера — Принципальмаркт, Роггенмаркт («Ржаной рынок») и Alter Fischmarkt («Старый рыбный рынок») — церковь торговцев существовала уже в XI веке. Сегодняшняя церковь Святого Ламберта была заложена в 1375 году. Стилистически церковь святого Ламберта — это позднеготический вытянутый с запада на восток зальный храм. В 1386 году в церкви был установлен орган, который был заменён в 1580 году.

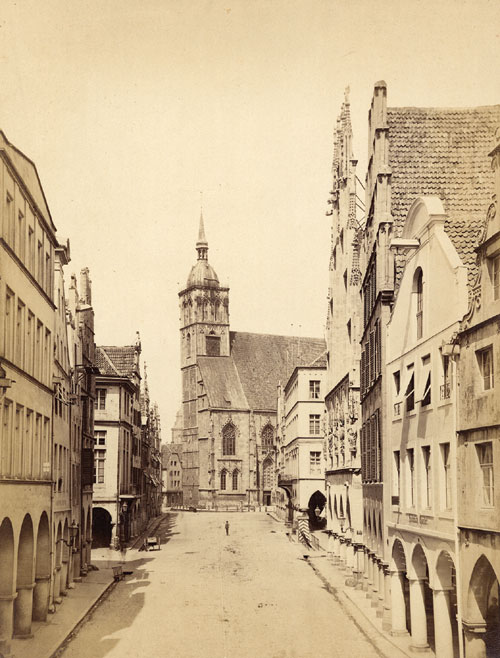
Церковь Святого Ламберта в 1870 году

В конце XIX века полуразрушенный готический купол колокольной башни был заменён на купол в стиле классицизма, но уже в 1871 году возникла угроза обрушения башни ввиду её опасного наклона. Поэтому в 1887-1889 годах были выполнены работы по перестройке башни, в результате чего церковь получила псевдоготический купол высотой 90,5 м, который является уменьшенной копией купола Фрайбургского мюнстера. Проект купола выполнили молодые архитекторы Бернхард Хертель и Хильгер Хертель Младший.
В ходе Второй мировой войны во время бомбардировок союзнической авиации крыша и башня церкви были разрушены. Колокола были демонтированы ещё в 1942 году. Крышу церкви восстановили ещё в 1946 году, остальные восстановительные работы продолжались до 1959 года.
В 1987 году был установлен новый главный орган работы мастерской Карла Шуке, а в 2004 году в хорах был установлен ещё один орган работы Иоганна Рольфа.

## Клетки анабаптистов

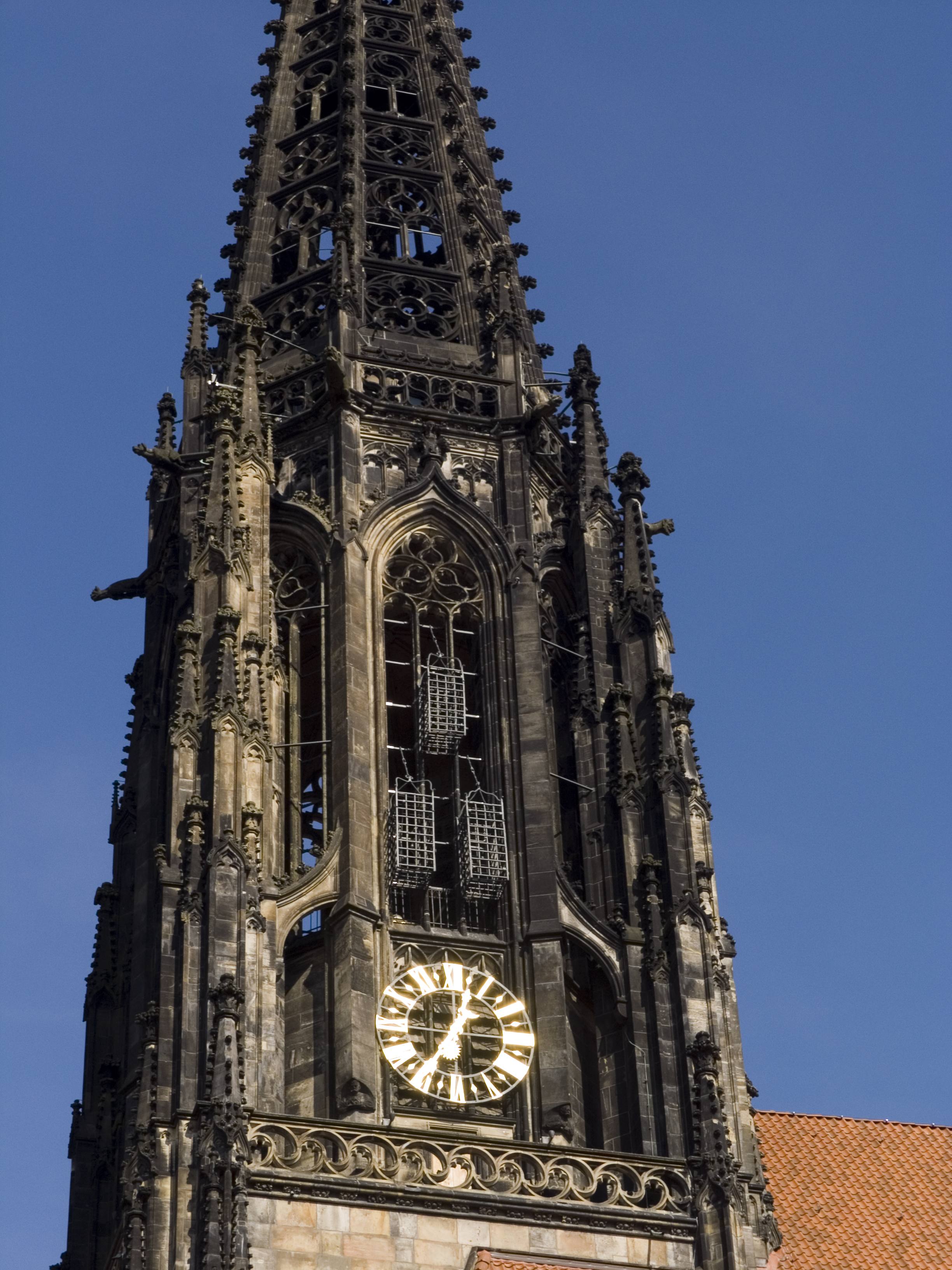
Клетки анабаптистов (в верхней было тело Иоанна Лейденского, в левой — Бернта Книппердоллинга и в правой — Бернта Крехтинга)

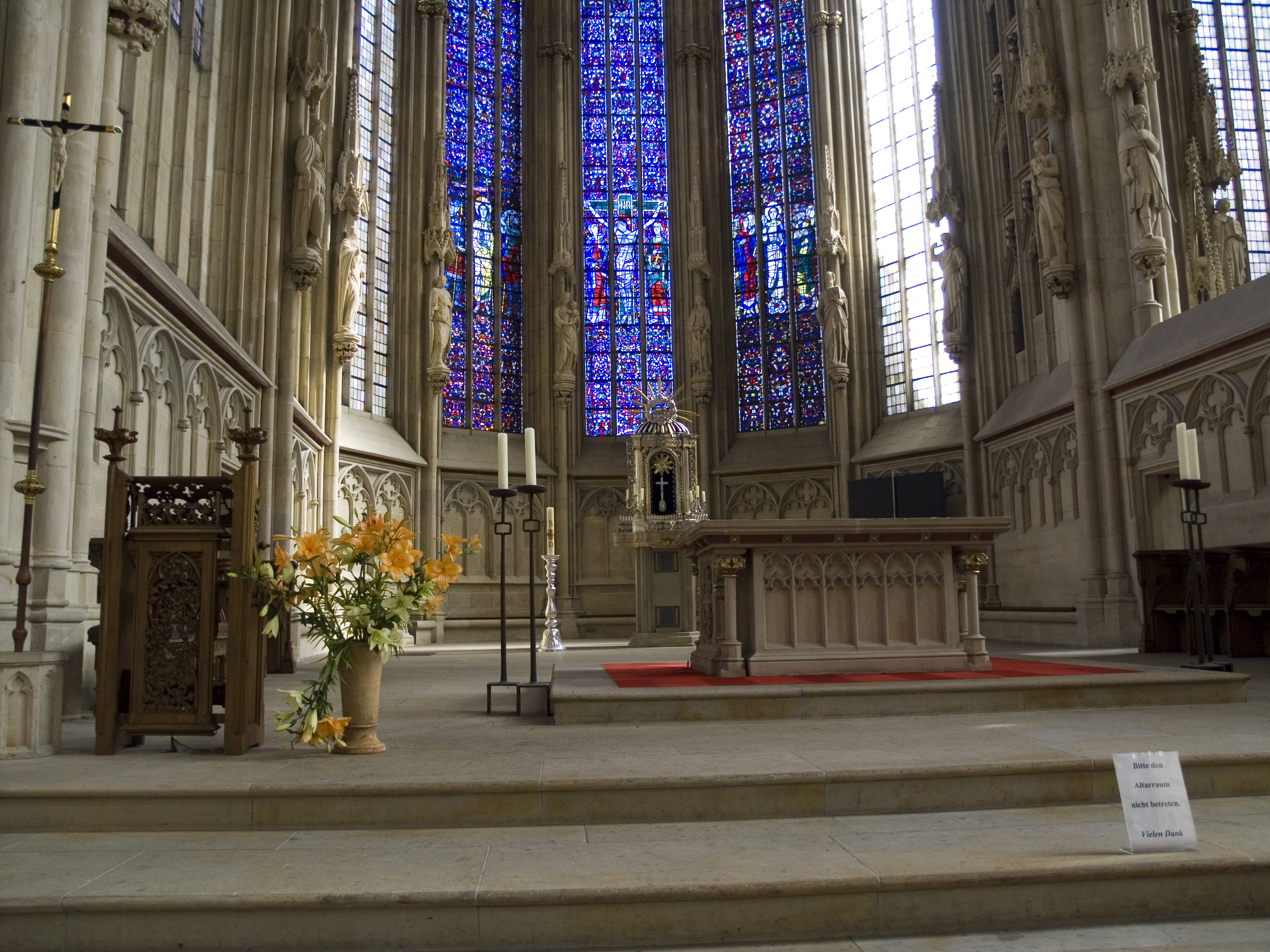
Алтарная часть

Церковь Святого Ламберта приобрела известность после событий Мюнстерской коммуны 1534-1535 годов, когда в железных клетках в церкви были выставлены тела руководителей анабаптистов — Иоанна Лейденского, Бернта Крехтинга и Бернта Книппердоллинга.
Клетки были изготовлены в 1535 году в Дортмунде кузнецом Бертольтом Людингхаусеном. На одной из них указан год изготовления римскими цифрами — MCCCCCXXXV. Размеры передних стенок составляют: 187×78 см, 187×76 см и 179×79 см, вес каждой клетки ≈ 240 кг. 
Первоначально клетки предполагалось использовать для перевозки пленников.
3 декабря 1881 года ввиду ветхости колокольной башни они были сняты и установлены в церкви Доминиканцев на Salzstraße. 22 сентября 1898 года клетки были установлены с южной стороны восстановленной башни церкви Святого Ламберта.
Их отреставрировали в 1927 году, но уже 18 ноября 1944 года от прямого бомбового попадания произошло обрушение башни, в результате чего клетки сильно пострадали. Отреставрированные клетки были вновь подвешены на башне церкви после окончания её восстановления.
В 1888 году были изготовлены их копии, одна из которых была приобретена профессором зоологии Германом Ландуа для его псевдоисторической коллекции, которая хранится в старом зоопарке, а ещё две выставлены в Городском музее Мюнстера.